# Lukuledi
Lukuledi è una circoscrizione mista (mixed ward) della Tanzania situata nel distretto rurale di Masasi, regione di Mtwara. Conta una popolazione di 17 060 abitanti (censimento 2012).